# Al-wuṣla ilā l-habīb
Al-wuṣla ilā l-ḥabīb fī waṣf aṭ-ṭayyibāt wa-ṭ-ṭīb (en àrab: الوصلة إلى الحبيب في وصف الطيب والطيب, traduït com a ‘Unió amb l'estimat en la descripció de les delícies i els perfums') és un llibre de cuina del segle xiii atribuït a l'historiador sirià Ibn al-Adim (1192–1262). El van publicar a Alep, i inclou 635 receptes. Es considera un dels llibres patrimonials més importants de l'època aiúbida, no sols per a la gastronomia àrab medieval, sinó també per a altres disciplines, perquè també conté preparacions medicinals i farmacològiques, sabons, perfumeria, salut, i conservació i processament de productes alimentaris i d'altra mena.
Se sol abreujar com Al-wuṣla ilā l-ḥabīb (‘El vincle amb l'estimat’). Aquest llibre, el va estudiar extensament Maxime Rodinson en Recherches sur les documents arabes relatifs à la cuisine, del 1950. L'edició traduïda a l'anglés del 2017 es titulava Scents and Flavors: A Syrian Cookbook, reeditada el 2020.